# 間宮純一
間宮 純一（まみや じゅんいち、1908年（明治41年）8月25日 - 1981年（昭和56年）11月19日）は、将棋棋士。溝呂木光治八段門下。間宮 久夢斎（きゅうむさい）とも称した。入玉狙いという特異な棋風と放浪癖から、将棋界きっての奇人変人として知られた。

## 生涯
静岡県田方郡大仁町（後の伊豆の国市大仁）出身。裕福な家系（後述）に生まれ、経済的に恵まれた環境で幼少期を過ごした。
中等学校を四年次で中退して溝呂木光治の弟子となり、1923年に初段となった。18歳のときには溝呂木の内弟子となり、それから4年ほどで三段まで昇段したが、なかなか四段に上がれず苦しんだ。23歳の時に内弟子を辞めて独立し、各地を放浪するようになる。一時は将棋大成会（後の日本将棋連盟）にも顔を出さなくなったが、やがて復帰し、1941年にようやく四段に昇段した。
1946年、第1期順位戦にC級で参加した。1947年に五段、1948年には順位戦C級1組・六段となった。1955年、第9期順位戦でC級2組へ降級し、1957年には第11期順位戦でC級2組からも降級となり引退した。
引退後の1959年6月1日に日本将棋連盟を退会した。放浪癖に伴う金銭的なトラブル（後述）で周囲に迷惑を掛けたため、将棋連盟から強い退会勧告を受けての自主退会であったとされる。
日本将棋連盟を退会した頃にはアルコール依存症となっており、その後は実弟の世話を受けた。最晩年は山梨県身延町の老人ホーム「功徳会」に入所し、アマチュアへの将棋指導の傍ら俳句を作るなどして過ごしていた。1981年11月19日に老衰のため死去した。

## 昇段履歴
▲加藤博二 - △間宮純一

134手目△7七と まで

（この後、148手で後手勝ち）

| 9  | 8  | 7  | 6  | 5  | 4  | 3  | 2  | 1  |    |
| 香 |    |    |    |    | 飛 |    |    | 香 | 一 |
|    |    | 金 |    |    |    | 金 |    |    | 二 |
| 歩 |    |    |    |    | 銀 | 桂 | 歩 | 歩 | 三 |
|    | 歩 | 銀 | 歩 | 歩 | 歩 | 歩 |    |    | 四 |
|    |    | 歩 |    |    |    |    | 歩 |    | 五 |
| 王 | 杏 | 金 | 玉 | 歩 | 銀 |    |    | 歩 | 六 |
| 馬 | 圭 | と | 金 |    | 歩 | 桂 |    | 角 | 七 |
|    | 銀 |    |    |    |    |    |    |    | 八 |
|    |    |    |    |    |    |    | 飛 | 香 | 九 |

- 1923年 初段[5][18]
- 1941年 四段[13]
- 1947年 五段[3]
- 1948年 六段（順位戦C級1組）[3]
- 1957年 引退[3]
- 1959年 退会[1][2]

## 棋風
最も安全な玉将の居場所は敵陣であり、入玉してしまえば負けることはないとの考えから、玉将を三段目まで上げて常に入玉を目指す独自の戦法「久夢流」を愛用した。戦法名の「久夢流」と雅号の「久夢斎」は、なかなか四段に上がれずにいた頃に「四段昇段は久しい夢」だと感じたことから名付けたという。
升田幸三は1967年の書籍で間宮の久夢流について触れ、「勝率はそれほどでもなかったが、古今に類のない考え方の将棋であり、いま思えば珍重されるべきであったろう」と評価している。
原田泰夫は1999年の書籍で、間宮と自身の第1期順位戦での対局を回想して「弱い相手ならともかく、互角ぐらいだとそう簡単には入玉できません」「無理やり入ろうっていうんだからスキが生じる」と述べ、久夢流は入玉にこだわり過ぎていてあまり有効ではなかったと指摘している。
広津久雄は、2006年の静岡新聞の連載で「敵陣が安全な場所だといって、三段目まで玉を上がる発想はユニークだが、無理なところがある」と評した。また広津は、奨励会での間宮がその特異な棋風を他の奨励会員に覚えられて苦戦していたことを証言している。

## 人物

### 家族
実業家の間宮勝三郎の孫で発明家の間宮精一の甥に当たり、父は勝三郎の養子である。純一は長男で、弟が二人いた。上の弟は出征してガダルカナル島の戦いで戦死した。純一の老後の世話をしたのは下の弟である。
『将棋世界』1956年6月号特別付録の「現代棋士名鑑」やいわき民報の1957年の記事には「独身」とあり、東公平は生涯独身であったとも述べている。ただし1948年3月に出版された『現代棋士名鑑：次の名人は誰？』には、妻と二人暮らしだとの記述がある。1953年に村松喬が書いた「奇人久夢斎先生行状記」という文章によれば、間宮は第二次世界大戦中に一度は結婚していたが、家庭よりも将棋を選んで離婚したという。

### 棋士としての系譜
小野五平十二世名人の系譜（間宮の師匠である溝呂木光治のさらに師匠が小野）だが、間宮に弟子はおらず、間宮の代で系譜が途絶えた形となっている。
師匠の溝呂木光治との関係が悪化していたことを示すエピソードが複数残っている。
- 少年時代の原田泰夫が溝呂木に入門を志願したところ、間宮に懲りていた溝呂木は「自分は弟子運が悪い」[3]「私のところじゃ四段になれない」[3]と言って入門を断り加藤治郎を紹介したため、原田は加藤門下となった[3]。
- 上述のように間宮は将棋大成会（後の日本将棋連盟）を一時離れてから復帰したが、その復帰を最も強く反対したのは師匠の溝呂木であった[22]。関根金次郎と中島富治が間に入って溝呂木をなだめ、間宮は辛うじて復帰することができた[22]。

### 放浪と奇行
酒と浪花節と放浪を好み、「西洋コジキのよう」とも形容された薄汚い身なりをして、日本全国の将棋愛好家を訪ねて旅していた。そして無賃乗車、無銭飲食、無銭宿泊、関係者の家に押し掛けて金銭や酒を執拗にねだるなどの奇行を方々で繰り返していた。こうしたトラブルのために日本将棋連盟を退会せざるを得なくなったとされる。
加藤治郎は1985年の棋書で灘蓮照の中段玉戦法を紹介した際に間宮についても言及し、「将棋も性格も型やぶり、こういうのを面白いという人もいた。が、管理社会の今日となっては生存不能であろう」と評している。
間宮と金高清吉、清野静男の三人で将棋界の「三奇人」と呼ばれた。間宮と金高と藤川義夫を三奇人とする場合もある。